# Biancaneve e i sette nani (film 1937)
Biancaneve e i sette nani (Snow White and the Seven Dwarfs) è un film d'animazione del 1937 diretto da vari registi.
Prodotto da Walt Disney Productions e distribuito da RKO Radio Pictures. Basato sull'omonima fiaba tedesca dei fratelli Grimm, è il primo lungometraggio d'animazione tradizionale e il primo Classico Disney. La produzione è stata supervisionata da David Hand e le sequenze del film sono state dirette da Perce Pearce, William Cottrell, Larry Morey, Wilfred Jackson e Ben Sharpsteen.
La prima proiezione si tenne al Carthay Circle Theatre di Los Angeles, California, il 21 dicembre 1937. Nonostante i dubbi iniziali dell'industria cinematografica, il film fu un successo di critica e commerciale e, con un incasso internazionale di oltre 8 milioni di dollari durante la sua prima uscita (a fronte di un budget di 1,5 milioni di dollari), detenne per breve tempo il record di film sonoro di maggior incasso dell'epoca. La popolarità del film ha fatto sì che venisse riproposto più volte nelle sale, fino all'uscita in home video negli anni Novanta. Considerando l'inflazione, è uno dei dieci film di maggior successo al botteghino nordamericano e il film d'animazione che ha incassato di più. A livello mondiale, i suoi guadagni aggiustati per l'inflazione sono in cima alla lista dei film d'animazione.
Il film fu candidato alla migliore colonna sonora agli Oscar del 1938 e l'anno successivo il produttore Walt Disney ricevette un Oscar onorario per il film. Questo premio era unico nel suo genere e consisteva in una statuetta dell'Oscar di dimensioni normali e sette in miniatura. Le statuette furono consegnate a Disney da Shirley Temple.
Nel 1989 il film è stato selezionato per la conservazione nel National Film Registry degli Stati Uniti dalla Biblioteca del Congresso come "culturalmente, storicamente o esteticamente significativo". L'American Film Institute lo ha classificato tra i 100 più grandi film americani e nel 2008 lo ha anche nominato come il più grande film d'animazione americano di tutti i tempi. La rivisitazione della fiaba da parte della Disney ha avuto un significativo impatto culturale, dando vita a popolari attrazioni per parchi a tema, a un videogioco, a un musical e a un remake in live-action uscito nel 2025.

## Trama
Avendo perso entrambi i genitori in giovane età, la principessa Biancaneve vive con la sua malvagia e spietata matrigna, la regina Grimilde. Temendo che la bellezza della figliastra possa eclissare la sua, la donna la costringe a lavorare come sguattera e ogni giorno chiede al suo Specchio Magico "chi è la più bella del reame". Per anni quest'ultimo risponde sempre che la più bella è lei, accontentandola, finché un giorno informa la regina che Biancaneve è ora la più bella del reame.
Nello stesso giorno, la principessa incontra e si innamora di un principe che la sente cantare. La regina vede tutto dalla finestra e, furiosa, ordina al suo cacciatore di condurre Biancaneve nella foresta, ucciderla e portarle il suo cuore in uno scrigno. L'uomo però si rifiuta di farlo e rivela alla giovane il complotto della matrigna, esortandola a fuggire nel bosco e non tornare mai più.
Persa e spaventata, Biancaneve fa amicizia con gli animali del bosco che la conducono in un cottage. Trovando sette piccole sedie nella sala da pranzo, la principessa presume che il cottage sia la casa disordinata di sette bambini orfani. Con l'aiuto degli animali procede a pulire il posto, per poi addormentarsi esausta. Nel frattempo sette nani di nome Dotto, Brontolo, Gongolo, Pisolo, Mammolo, Eolo e Cucciolo finiscono il loro turno di lavoro in miniera e tornano a casa. Arrivati al cottage lo trovano pulito e sospettano che un intruso abbia invaso la loro casa. Una volta saliti nella camera da letto, trovano Biancaneve distesa sui loro letti. La principessa, dopo essersi presentata e scusata per l'intromissione, si offre di pulire e cucinare per loro. I nani accettano: dopo cena i sette organizzano una festa per Biancaneve, in cui tutti cantano, suonano e ballano.
Al castello, lo Specchio Magico rivela alla regina che la figliastra è ancora viva e abita dai nani e che il cacciatore le ha portato il cuore di un cinghiale. La donna scende nel suo laboratorio, beve una pozione che la trasforma in una vecchia deforme e crea una mela avvelenata che farà cadere chiunque la mangi in un sonno simile alla morte. Legge poi che la maledizione può essere spezzata dal "primo bacio d'amore", ma è certa che Biancaneve sarà sepolta viva prima che ciò possa accadere.
Il giorno dopo, mentre i nani vanno in miniera, la strega arriva al cottage e inganna la principessa dicendole che se morderà una mela rossa che lei le offre, tutti i suoi desideri diventeranno realtà. Gli animali si accorgono dell'inganno, ma non sono in grado di fermare la regina e quindi si precipitano ad avvertire i nani. Dopo molte insistenze, la strega riesce infine a far mordere a Biancaneve la mela avvelenata: la ragazza cade al suolo esanime. La regina, esultante per la sua vittoria, si appresta ad andarsene.
In quel momento i nani ritornano e avvistano la donna, costringendola a una fuga disperata. I nani si lanciano all'inseguimento della malvagia regina, la quale si ritrova intrappolata sul ciglio di un burrone. La vecchia cerca di sbarazzarsi dei nani, tentando di far rotolare addosso un macigno, ma un fulmine colpisce la rupe prima che possa riuscirci, facendola precipitare nel burrone. Tornati al loro cottage, i sette trovano Biancaneve, addormentata dal veleno, e credendola morta ne piangono disperati la perdita. Essendo bellissima anche da morta, i nani non vogliono seppellirla: la mettono in una bara di vetro nella foresta, e insieme agli animali vegliano su di lei per molte stagioni.
Qualche tempo dopo, il principe viene a sapere del sonno eterno di Biancaneve e visita la bara. Rattristato dalla sua apparente morte, le dà un bacio come ultimo saluto. Ciò rompe l'incantesimo della regina e la risveglia dal sonno mortale. I nani e gli animali si rallegrano e salutano la ragazza mentre il principe la porta verso il suo castello.

## Personaggi

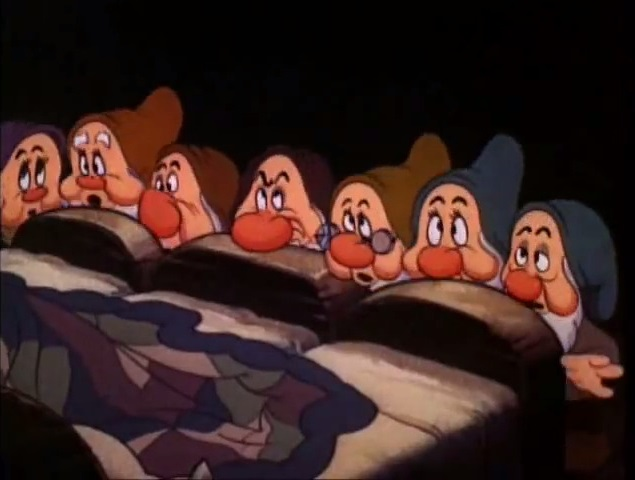
I sette nani in una scena del film

- Biancaneve (Snow White): è una giovane principessa e la protagonista del film. È la figlia di un grande re la cui moglie morì quando Biancaneve era una bambina. La seconda moglie del padre, la sua cattiva matrigna, l'ha costretta a lavorare come sguattera nel castello. Nonostante questo, Biancaneve mantiene un atteggiamento modesto, allegro e spensierato, ma ingenuo. Sogna sempre la felicità e crede nel vero amore.
- La regina Grimilde (Queen Grimhilde): è la matrigna di Biancaneve e l'antagonista principale del film. Perfida e narcisista, quando il suo specchio magico le dice che la figliastra è più bella di lei, impone subito al cacciatore di portarla nel bosco e di ucciderla. Dopo aver scoperto che Biancaneve non è morta, si trasforma in un'orribile vecchia strega e utilizza una mela avvelenata al fine di toglierla di mezzo per sempre senza assassinarla. È stata ribattezzata in seguito Grimilde, ovvero il nome che le viene dato nell'adattamento a fumetti del 1937 disegnato da Hank Porter[4][5] e deriva da Crimilde, personaggio del film del 1924 I nibelunghi[6], mentre nel lungometraggio animato tale nome è taciuto.
- Il Principe (The Prince): vede Biancaneve mentre lei sta cantando al suo pozzo dei desideri. Si innamora immediatamente di lei e della sua voce. Riappare alla fine per risvegliarla.
- Dotto (Doc): è il capo dei sette nani e il più anziano del gruppo. Veste una giacca rossa ed è l'unico con le maniche piegate. Indossa un cappello giallo scuro, porta gli occhiali e spesso balbetta e mescola le parole quando è nervoso o agitato. Saggio ed erudito ma pomposo, è spesso in conflitto con Brontolo.
- Brontolo (Grumpy): inizialmente disapprova la presenza di Biancaneve nella casa dei nani, ma in seguito la mette in guardia dalla minaccia rappresentata dalla Regina, e quando dice a tutti gli altri nani che devono salvare la principessa, si mette a guidare lui stesso la carica. È il nano più magro, con la giacca bordeaux e il cappello marrone scuro, con il naso più grande e si vede spesso con un occhio chiuso o accigliato. Sembra essere l'unico a sospettare che la regina sia una strega e si azzuffa spesso con Dotto, mettendo in discussione la sua leadership.
- Gongolo (Happy): è il più allegro dei nani e ride di frequente. È il nano più robusto, con giacca e cappello arancioni e un gilet marroncino sopra la giacca, e a differenza degli altri nani, che hanno sottili sopracciglia nere, lui le ha bianche e più folte.
- Pisolo (Sleepy): è sempre stanco e appare laconico nella maggior parte delle situazioni. Una mosca gli ronza spesso attorno, ma non riesce mai a scacciarla; ha la giacca grigia e il cappello verde acqua.
- Mammolo (Bashful): è il più timido dei nani e ha la tendenza ad arrossire e nascondersi dietro la sua barba quando è imbarazzato o al centro dell'attenzione. È piuttosto romantico e ha una cotta per Biancaneve. Ha la giacca gialla e il cappello verde acqua.
- Eolo (Sneezy): ha la febbre da fieno e si è guadagnato il suo nome a causa dei suoi starnuti straordinariamente potenti, tali da spazzare via qualunque cosa e chiunque sia nella loro traiettoria, per cui lui o qualcun altro gli mettono un dito sotto il naso. Quando sta per starnutire, è solitamente in grado di aspettarselo e avvertire gli altri, ma i suoi starnuti sono incontrollabili e non riesce sempre a prevederli; ha la giacca marrone e il cappello marrone chiaro.
- Cucciolo (Dopey): è il nano più giovane, di conseguenza l'unico senza barba, così come l'unico ad essere completamente calvo, e ha le orecchie più grandi. È goffo, infantile e si esprime solo con i gesti, non parlando mai: Gongolo spiega semplicemente che "non ci ha mai provato"; ha la giacca verde e il cappello viola, entrambi di taglia visibilmente eccessiva.
- Lo Specchio Magico (Magic Mirror): lo Spirito dello specchio appare come una maschera verde tra nuvole di fumo. La regina gli chiede regolarmente chi sia la più bella del reame.
- Il Cacciatore (The Huntsman): pur essendo abituato a uccidere, il cacciatore non può sopportare di assassinare Biancaneve, anche quando la regina gli ordina di portarle il cuore della principessa. La ingannerà consegnandole invece quello di un animale (maiale in lingua originale, capretto nel primo doppiaggio e cinghiale nel secondo).

## Produzione

### Sviluppo
Lo sviluppo di Biancaneve e i sette nani cominciò all'inizio del 1934: nel mese di giugno Walt Disney annunciò dalle colonne del New York Times l'avvio della produzione del suo primo lungometraggio animato. Il motivo della scelta di Biancaneve fu che nel 1916 Walt vide la versione muta del 1916 di J. Searle Dawley interpretata da Marguerite Clark.
Prima di Biancaneve e i sette nani lo studio Disney era stato impegnato in via quasi esclusiva nella produzione dei cortometraggi animati delle serie Mickey Mouse e Sinfonie allegre. Con la scelta di passare al lungometraggio Disney sperava di espandere il prestigio e i ricavi del suo studio.
L'impresa non era tuttavia agevole: il budget necessario fu stimato in non meno di 250 000 dollari, ovvero circa dieci volte di più rispetto al costo medio di una Sinfonia allegra. Walt dovette fin da subito far fronte allo scetticismo del fratello Roy e della moglie di lui Lillian (suoi soci in affari), i quali tentarono di convincerlo a lasciar perdere; dal canto loro vari altri esponenti di spicco dell'industria cinematografica di Hollywood appellarono beffardamente il progetto del film "Follia Disney".
La produzione si rivelò finanche più dispendiosa delle stime: il costo totale arrivò a 1 488 422,74 dollari e Disney stesso dovette ipotecare la propria casa per contribuire a coprire il fabbisogno di liquidità del film.

### Sceneggiatura
Il 9 agosto 1934 il redattore Richard Creedon compilò ventuno pagine di appunti intitolate "Suggerimenti per Biancaneve": in esse erano codificate varie indicazioni su come configurare i personaggi principali, nonché le situazioni e le 'gag' funzionali alla storia.
Fin da subito Disney puntò a dare massima preminenza ai sette nani, che giudicava i personaggi più in grado di sviluppare situazioni "pazze" e "gag" da inserire nella trama; le tre riunioni preliminari per costruire l'intreccio, tenutesi nel mese di ottobre con la partecipazione di Disney, Creedon, Larry Morey, Albert Hurter, Ted Sears e Pinto Colvig, furono sostanzialmente finalizzate a conseguire tale obiettivo. Disney in particolare prefigurò che la storia dovesse avere inizio nel momento in cui Biancaneve scopre la casetta dei sette nani.
Lo stesso patron sostenne fin dall'inizio che ognuno dei nani dovesse avere una personalità individuale ben definita (mentre nella fiaba originale non sono indicati né i nomi, né le caratteristiche di tali personaggi). Venne dunque stilata una lista di circa 50 potenziali nomi da attribuire ai nani, tra cui Jumpy, Deafy, Dizzey, Hickey, Wheezy, Baldy, Gabby, Nifty, Sniffy, Swift, Lazy, Puffy, Stuffy, Tubby, Shorty e Burpy. Su di essi fu praticato un processo di esclusione finalizzato a correlare al massimo l'antroponimo al tratto caratteriale del personaggio: a titolo d'esempio, essendo il capo dei nani di temperamento pomposo, presuntuoso e maldestro nella sua parvenza di erudizione, gli venne attribuito il nome Doc (in italiano "Dotto").
Al termine delle summenzionate riunioni gli unici nani "nominati" erano Dotto (Doc), Brontolo (Grumpy), Mammolo (Bashful), Pisolo (Sleepy) e Gongolo (Happy): i futuri Eolo (Sneezy) e Cucciolo (Dopey) erano sostituiti transitoriamente dal nome Jumpy e da uno spazio vuoto.
Oltre a mettere a fuoco le caratteristiche e le potenzialità comiche dei nani, le diciotto pagine di contorno della storia, scritte da Creedon per riunioni di ottobre, contenevano un "flusso continuo" di gag ed episodi aggiuntivi da inserire nell'intreccio narrativo, quale il tentativo della regina di uccidere Biancaneve con un pettine avvelenato (un elemento preso dalla storia originale dei Grimm). A tal proposito la trama suggerita prevedeva che la regina, fallito questo tentativo, avrebbe catturato il principe e l'avrebbe rinchiuso in una prigione, dove lei sarebbe andata a trovarlo per vessarlo (ad esempio animando magicamente gli scheletri contenuti nel castello per inscenare una danza macabra) e cercare di convincerlo a sposare lei: Ferdinand Hovarth predispose degli schizzi preliminari per tale storia (sia con protagonista la regina che con la strega). Il trattamento precisava poi che la regina potesse esercitare il proprio potere magico soltanto nel suo castello.
Vistasi rifiutata dal giovane, la regina avrebbe reagito lasciandolo morire (un altro schizzo mostra infatti il principe rinchiuso in una camera sotterranea che si sta riempiendo d'acqua) per poi ricorrere solo allora alla mela avvelenata. A quel punto gli animali della foresta avrebbero aiutato il principe a scappare e a dirigersi verso la casetta dei nani per salvare Biancaneve: egli avrebbe preso tuttavia la strada sbagliata (nonostante gli avvertimenti degli animali della foresta e del suo cavallo, che egli, a differenza di Biancaneve, non capiva cosa dicessero), non riuscendo a difendere la donna amata dalla regina, salvo poi resuscitarla grazie al primo bacio d'amore. 

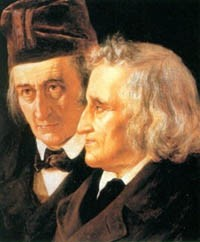
I fratelli Grimm, autori della fiaba a cui si ispirò Walt Disney

La proposta originaria della trama abbondava inoltre di elementi comici: i suggerimenti comprendevano proposte di gag sulle verruche della strega, mentre sia la regina (dipinta come grassa, eccentrica e compiaciuta) che il principe (impacciato ed espansivo nelle sue dichiarazioni d'amore a Biancaneve) avrebbero dovuto essere più affini a un personaggio da Sinfonia allegra. Walt Disney incoraggiò tutto il personale dello studio a contribuire ad arricchire il portfolio, offrendo cinque dollari per ogni gag inventata; nacque così la sequenza in cui i nasi dei nani appaiono sopra la testata del letto la prima volta che incontrano Biancaneve.
Presto tuttavia Disney notò che un tale approccio comico avrebbe potuto diminuire la plausibilità dei personaggi: intuendo in particolare che era necessario più tempo per lo sviluppo del personaggio della regina, il 6 novembre istruì lo staff a occuparsi in prima battuta alla messa a punto delle scene in cui appaiono soltanto Biancaneve, i nani e i loro amici animali e uccelli. Come già accennato i nomi e le personalità dei nani non erano ancora stabilmente definiti. Nel corso della riunione del 16 novembre fu stilata un'altra traccia, dal titolo I nani scoprono Biancaneve, nella quale fu delineato il personaggio di Cucciolo (che si rivelò poi essere, fra i nani, la caratterizzazione di maggior successo popolare). Per il resto del 1934 Disney sviluppò ulteriormente la storia per conto proprio: insoddisfatto dalla caratterizzazione della regina come 'grassa' ed 'eccentrica', la reimpostò su un 'tipo dalla bellezza signorile' (possibilità già prefigurata in alcune riunioni). A questo punto tuttavia il patron abbandonò momentaneamente il progetto, forse dubitando della propria abilità e di quella del suo studio: un successivo viaggio in Europa nei mesi estivi del 1935 lo rinfrancò, sicché nei mesi autunnali i lavori ripresero. Disney e i suoi sceneggiatori si concentrarono sulle scene in cui Biancaneve e i nani vengono presentati al pubblico e si conoscono tra di loro. In un memorandum del 25 novembre 1935 assegnò i compiti ai propri collaboratori: a quel punto le personalità dei singoli nani erano state definite.
Come già accennato, all'inizio della produzione si pensava che i nani avrebbero dovuto essere il fulcro della storia: molte sequenze furono abbozzate espressamente per i sette personaggi. Ad un certo punto si decise però di rimodulare il motore della storia, focalizzandola sul rapporto tra la regina e Biancaneve: ciò portò al taglio di diverse sequenze con i nani, molte delle quali già animate nella loro interezza, ormai giudicate troppo "pesanti" per il fluido scorrimento della trama. Vennero così espurgati un alterco tra Dotto e Brontolo (intenti a discutere sulla permanenza di Biancaneve nella loro casa), la cena dei nani (intenti a sorbire la zuppa rumorosamente e disordinatamente, con Biancaneve che - senza successo - tenta di insegnare loro a mangiare "come gentiluomini"), la riunione dei nani per scegliere un regalo da fare a Biancaneve, dopo la quale essi, insieme agli animali della foresta, costruiscono e intagliano un letto per la principessa. Il capo animatore Ward Kimball, che si era occupato di animare gran parte di queste sequenze, non prese bene la decisione di tagliarle, giungendo finanche al punto di dimettersi; lo stesso Disney lo dissuase dall'intento, affidandogli l'animazione del Grillo Parlante per il successivo lungometraggio Pinocchio.

### Design
Il design del film era essenzialmente nelle mani del concept artist Albert Hurter: tutti i disegni utilizzati nel film, dall'aspetto dei personaggi alle ambientazioni, dovevano passare dalla sua approvazione prima di essere ultimati e impiegati. A lui si affiancavano Ferdinand Hovarth (che si occupò delle animazioni tecnicamente più difficili) e Gustaf Tenggren, il quale, ispirandosi a Arthur Rackham e John Bauer, seppe conferire alle illustrazioni lo stile "europeo" massimamente gradito da Walt Disney. Quest'ultimo assolse soprattutto la funzione di stilista di colore, occupandosi inoltre dell'atmosfera di molte scene, di disegnare le locandine del film e di illustrare il libro di stampa. Di costoro tuttavia il solo Hurter fu accreditato nei titoli di testa del film. Al film collaborò infine Joe Grant, cui venne affidato il compito focale di ideare il design della regina in forma di vecchia strega.
(Art Babbitt)
Vi fu poi Art Babbitt, animatore alle dipendenze dello studio Disney dal 1932: egli invitò sette dei suoi colleghi (che lavoravano nella sua stessa stanza) a frequentare con lui un corso d'arte che egli stesso aveva allestito nella sua casa a Hollywood Hills. Babbitt aveva infatti reclutato un modello che posasse per lui e i suoi compagni animatori mentre loro disegnavano. Queste strane "lezioni" (di fatto una specie di think tank, giacché non vi era alcun "maestro") venivano tenute settimanalmente, incrementando di volta in volta il numero di animatori che vi presenziava. Dopo tre settimane Walt Disney chiamò Babbitt nel suo ufficio e gli propose di trasferire le "lezioni" allo studio, offrendosi di pagare tutte le spese vive e di garantire lo spazio necessario: Babbitt accettò e continuò a gestire il corso per un mese, finché l'animatore Hardie Gramatky suggerì di reclutare il docente Don Graham, che tenne la sua prima lezione allo studio il 15 novembre 1932; poche settimane dopo a lui si unì Phil Dike. Queste lezioni puntavano soprattutto ad approfondire la conoscenza e la padronanza dell'anatomia umana e del movimento corporeo, nonché analisi di azione, anatomia animale e saggi di recitazione.
Le lezioni vennero descritte da chi vi prendeva parte come una "battaglia brutale", giacché istruttori e studenti (i cui ruoli si confondevano) erano poco esperti dei mestieri altrui; tuttavia l'entusiasmo e l'energia dei convenuti contribuirono a rendere le lezioni stimolanti e utili. Graham spesso sceglieva di impostare la lezione con la proiezione iniziale dei cortometraggi Disney, cui poi faceva seguire una critica sui punti di forza e debolezza del girato: il docente, ad esempio, criticò l'animazione di Babbitt sul topo Abner ne Il cugino di campagna, che a suo luogo nell'assumere le azioni tipiche di un ubriaco non "coordinava adeguatamente il resto del corpo"; d'altro canto elogiò lo stile, capace di suo avviso di essere umoristico senza diventare grossolano, mediocre o volgare.
(Walt Disney nel 1935)
Pochissimi degli animatori impiegati presso lo studio Disney avevano avuto una pregressa formazione artistica in senso lato: la maggior parte di essi svolgeva la professione di fumettisti nei giornali quotidiani. Tra le poche eccezioni c'era Grim Natwick, che si era formato in Europa e aveva riscosso grande successo nella progettazione e animazione di Betty Boop per i Fleischer Studios: dalle sue realizzazioni traspariva un alto livello di comprensione dell'anatomia femminile umana, sicché quando Walt Disney lo assunse gli furono affidati da animare quasi esclusivamente personaggi femminili, primo fra tutti Persefone, il cui livello artistico nel film The Goddess of Spring era stato giudicato insoddisfacente. Natwick pertanto "ri-animò" l'eroina nella "sinfonia allegra" Carnevalesca: giudicando il risultato particolarmente ben riuscito, Disney si risolse ad affidargli il compito di animare Biancaneve. 

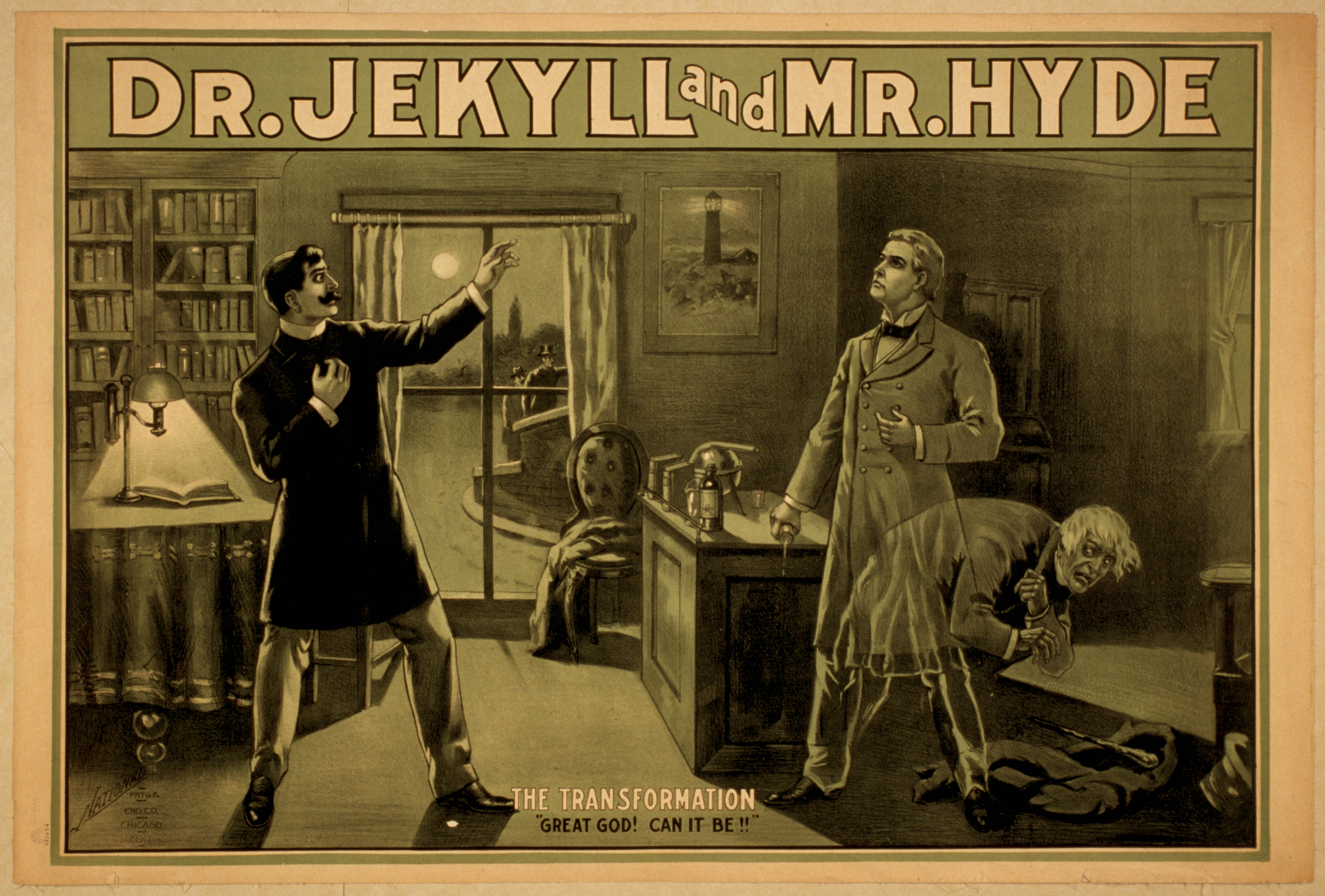
Il film Dr. Jekyll e Mr Hyde ispirò la scena in cui la regina Grimilde si trasforma in strega

Al fine di mettere insieme il maggior numero possibile di spunti stilistici, Disney incoraggiava i suoi dipendenti alla visione regolare di una larga varietà di film, sia di grande richiamo (come Giulietta e Romeo della MGM, al quale il patron fece diretto riferimento nel corso di una riunione produttiva volta a studiare la scena in cui Biancaneve si trova nella bara di vetro) che prodotti di nicchia del cinema muto europeo (in special modo le pellicole espressioniste tedesche). A quest'ultimo filone appartenevano Nosferatu il vampiro e Il gabinetto del dottor Caligari, che Disney raccomandò caldamente al suo staff: la loro influenza è chiaramente intuibile in Biancaneve e i sette nani, segnatamente nella scena della fuga di Biancaneve attraverso la foresta e in quella della trasformazione della regina in strega (quest'ultima si ispirò anche a Il dottor Jekyll, film del 1931 a sua volta raccomandato da Disney ai propri collaboratori).

### Animazione
Tutti i personaggi umani del film (eccetto i sette nani) furono stilizzati e animati in larga parte con la tecnica del rotoscopio, con la quale si andava a ricalcare fotogramma per fotogramma una pellicola in cui erano stati precedentemente filmati degli attori in carne ed ossa, intenti a recitare la parte del personaggio da animare. Molti animatori tuttavia disapprovavano la tecnica rotoscopica, considerandola d'ostacolo alla produzione di una caricatura efficace: Babbitt non si servì di esso per nessuna delle animazioni sulla regina a lui affidate.
Le live action del rotoscopio non erano pensate per essere utilizzate nella produzione finale, ma piuttosto come spunto per studiare i movimenti, gli equilibri, i pesi e i gesti dei personaggi. Tuttavia, nonostante le obiezioni di Graham e Natwick, alcune scene con Biancaneve e il principe vennero tracciate direttamente dalle suddette riprese dal vivo.

#### Biancaneve
Come viene raccontato nel libro allegato alla Diamond Edition del 2009, la figura della protagonista fu realizzata dopo mesi e mesi di lavorazione. Inizialmente la sua immagine richiamava molto quella di Betty Boop, un personaggio dei cartoni allora molto popolare. Grim Natwick, un animatore assunto da Disney nel 1935 e che fu messo a collaborare al cortometraggio delle Sinfonie Allegre Carnevalesca, realizzando il personaggio femminile per delineare il design di Biancaneve, aveva lavorato precedentemente nello studio di Max Fleischer a New York, ove aveva creato Miss Boop. Hamilton Luske aveva già cominciato, su richiesta di Disney stesso, a lavorare sul personaggio femminile del cortometraggio The Goddess of Spring, che, sebbene molto realistico, non era ancora convincente agli occhi di Walt. Non appena fu chiamato a occuparsi di Biancaneve, Luske raccontò di aver cominciato a disegnarle gli occhi e la bocca per renderla più realistica: al ritratto fu poi dato un aspetto più spigoloso, simile all'attrice Ginger Rogers, per poi stabilirsi definitivamente nella figura realistica ma elegante ispirata alle illustrazioni dei libri delle fiabe. La figura di Biancaneve divenne poi un modello per tutte le principesse successive. Le pose per il rotoscopio vennero affidate alla figlia di un maestro di ballo di Los Angeles, Marjorie Belcher (nota successivamente anche come Marge Champion), che in seguito interpretò anche la Fata Turchina in Pinocchio. Particolare cura fu posta nei dettagli: sui disegni venne applicato del blush in corrispondenza delle gote della principessa, onde conferire loro il tipico rossore.

#### La regina cattiva
Per la parte della regina gli animatori Albert Hunter e Joe Grant si ispirarono alla celebre attrice Joan Crawford, modellando la sua immagine su maschere dell'artista contemporaneo Wladislaw T. Benda, come si può evincere da un abbozzo del 1934. Per il suo alter ego da vecchia megera, palese fu l'ispirazione al film del Dottor Jekyll e mister Hyde. Nel racconto dei Grimm infatti la regina si traveste da mendicante, mentre nel film l'antagonista beve un filtro magico da lei realizzato per ottenere quelle sembianze. L'obiettivo era di rendere il personaggio il più crudele e malvagio possibile, al fine di ottenere un aspetto realistico. Ella doveva essere «fredda, crudele, maliziosa», ma allo stesso tempo anche bella, come le streghe regine che popolano i racconti e le leggende europee da Circe alla Fata Morgana. Per quanto riguarda l'aspetto fisico, che evoca, oltre alla bellezza, un'altera nobiltà germanica, Disney prese ispirazione dalla statua della margravia Uta di Ballenstedt (XI secolo) che si trova all'interno del duomo di Naumburg, in Sassonia. La regina ha un volto dai tratti forti e accentuati in opposizione alla rotondità e alla dolcezza di Biancaneve. Anche lei, come la sua controparte, sarà d'ispirazione per tutte le antagoniste femminili dei lungometraggi successivi, Disney e non, da Malefica de La bella addormentata nel bosco a Crudelia De Mon de La carica dei 101.

#### I sette nani

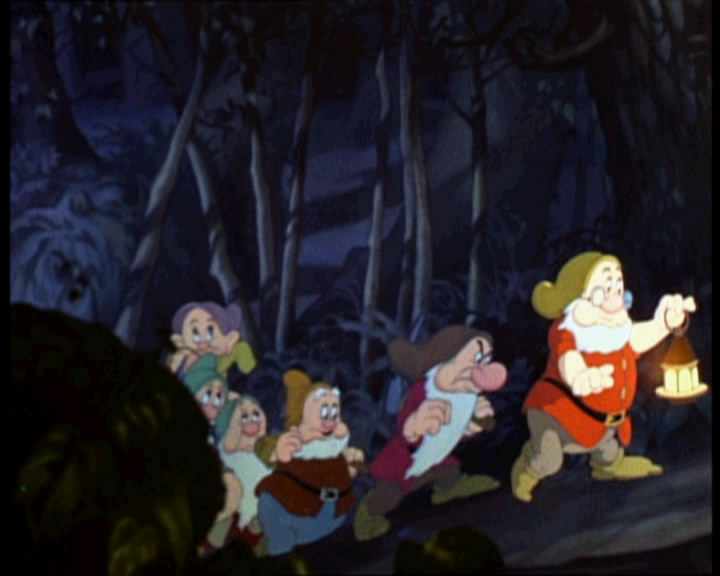
I sette nani che tornano a casa

Nel racconto dei Grimm i nani non hanno una loro personalità. Una versione teatrale della novella precedente al film aveva però introdotto per la prima volta dei nomi da associare ai personaggi: Blick, Flick, Glick, Snick, Frick, Whick e Quee. Nel 1921 l'illustratore inglese John Hassall inscrisse i nomi dei nani sulle loro culotte, appellandoli con degli oggetti della loro vita quotidiana: Stool (sedia), Plate (piatto), Bread (pane), Spoon (cucchiaio), Fork (forchetta), Knife (coltello) e Wine (vino). La Disney, come già accennato, scelse i nomi collegandosi a umori e stati d'animo.
Tra i primi abbozzi di produzione realizzati dalla Disney, uno elenca i possibili nomi e le caratteristiche dei nani. Molti nomi sono così elencanti come Sleepy, Hoppy-Jumpy, Bashful, Happy, Sneezy-Wheezy, Gaspy, Biggy-Wiggy, Biggo-Ego o Awful. Fra le oltre 50 proposte, furono suggeriti nomi come Jumpy (saltante), Deafy (sordo), Baldy (baldo), Gabby (burlone), Nifty (simpatico), Swift (lesto), Lazy (pigrone), Puffy (paffutello), Stuffy (opprimente), Shorty (corto) e Burpy (ruttone). David Koenig elencò 54 nomi. Per Robin Allan, ogni nome possiede una caratteristica universale, che ci rimanda alle morali del Medio Evo e ai sette vizi capitali e le loro voci appartengono alle tradizioni dei vaudeville.
I sette nani ebbero una lunghissima fase di elaborazione, che portò gradualmente a definire la singola personalità di ognuno. Furono quindi scelti i nomi di Doc (Dotto), Grumpy (Brontolo), Happy (Gongolo), Sleppy (Pisolo), Bashful (Mammolo), Sneezy (Eolo), e Dopey (Cucciolo) e per ogni nanetto furono attentamente studiate tutte le possibili caratteristiche e sfumature per farlo emergere il più possibile dal gruppo. Ogni singolo componente doveva infatti avere una personalità propria, capace di "intrattenere" il pubblico anche con gag singole. Walt chiese a tutta la sua squadra di lavoro di partecipare all'elaborazione delle gag attorno ai nani, offrendo ben cinque dollari (del 1936) a gag. Una paga molto alta se pensiamo che lo stipendio di un dipendente della Disney all'epoca era di 60 dollari al mese. Un esempio di queste gag sono: Dotto che controlla un diamante ascoltandone il suono con un martelletto, Cucciolo che balla con Biancaneve sulla testa di Eolo (questa scena sarà ripresa per l'animazione in Robin Hood) e Mammolo che dorme nel cassetto del comò.
Il disegno dei nani fu completato e rifinito fin nei minimi particolari come il colore delle sopracciglia, la forma della barba, la veduta posteriore e addirittura il riflesso degli occhiali di Dotto. Centinaia furono i bozzetti distribuiti affinché ogni artista, animatore, pittore, inchiostratore mantenesse la rappresentazione più coerente del personaggio. Mai si era avuta tanta complessità e precisione nella definizione del carattere di un gruppo di cartoni animati; Walt Disney prese a definire i nani come "sette piccoli uomini".

#### Il castello
Il turrito castello della regina cattiva - il cui profilo esterno, simile a una dimora di fate, compare a distanza fin dalla prima scena del film - è chiaramente ispirato al castello di Neuschwanstein, fatto costruire dal re Ludovico II di Baviera.

## Colonna sonora
Le canzoni di Biancaneve e i sette nani furono composte da Frank Churchill e Larry Morey. Paul J. Smith e Leigh Harline composero la musica di scena. Canzoni famose di Biancaneve e i sette nani sono: Impara a fischiettar, Ehi-Ho! e Il mio amore un dì verrà. Poiché all'epoca Disney non aveva una propria casa editrice musicale, i diritti di pubblicazione per la musica e le canzoni vennero amministrate attraverso la Bourne & Co., che continua a detenere questi diritti. Negli anni successivi, lo studio fu in grado di acquisire i diritti musicali di molte altre pellicole, ma non di Biancaneve. Biancaneve e i sette nani diventò il primo film americano ad avere un album con la colonna sonora originale pubblicato in concomitanza con l'uscita della pellicola. Prima di Biancaneve e i sette nani, una registrazione della colonna sonora di un film era inaudita e di scarso valore per uno studio cinematografico.

### Album
L'album uscì nel gennaio 1938 con il titolo Songs from Walt Disney's Snow White and the Seven Dwarfs (with the Same Characters and Sound Effects as in the Film of That Title) e da allora ha avuto numerose espansioni e ristampe. La prima edizione dell'album comprendeva undici tracce. In occasione dell'uscita della Platinum Edition in DVD del film, avvenuta del 2001, l'album è stato ripubblicato in versione rimasterizzata e in stereo. Qui sotto, le tracce dell'edizione italiana.

#### Tracce
1. Ouverture - 2:12
2. Specchio magico - 1:26
3. Io spero / Non ho che un canto - 3:06
4. Canzone della regina - 0:45
5. Nel mezzo del bosco - 2:27
6. Gli amici animali / Con un canto nel cuor - 3:43
7. Come una casa di bambole - 2:49
8. Impara a fischiettar - 3:18
9. Ehi-Ho! - 2:44
10. Vediamo cosa c'è di sopra - 1:17
11. Abbiamo un problema - 4:21
12. È una ragazza - 4:28
13. Hurrà! Rimane! - 2:50
14. Bluddle-Uddle-Um-Dum / Canzone del bagno - 3:29
15. Mi hanno ingannata - 4:05
16. La tirolese dei nani / Canzone sciocca - 4:41
17. Il mio amore un dì verrà - 1:54
18. Racconta una storia - 2:29
19. Una morte davvero speciale - 2:03
20. Perché ti preoccupi, Brontolo? - 2:08
21. Prepariamo la torta - 3:04
22. Dagli un morso - 1:28
23. Coro per Biancaneve - 1:07
24. Il primo bacio d'amore / Non ho che un canto (ripresa) - 4:22
25. Il mio amore un dì verrà (Rossana Casale) - 3:35

## Distribuzione
Biancaneve e i sette nani debuttò al Carthay Circle Theatre di Los Angeles il 21 dicembre 1937: in platea sedevano molti tra coloro che avevano soprannominato il film "Follia di Disney", nonché svariate celebrità come Charlie Chaplin e Paulette Goddard, Shirley Temple, Mary Pickford, Douglas Fairbanks Jr., Judy Garland, Ginger Rogers, Jack Benny, Fred MacMurray, Clark Gable e Carole Lombard, George Burns, Gracie Allen, Ed Sullivan, Milton Berle, John Barrymore e Marlene Dietrich. Gli astanti furono entusiasmati dalla proiezione, al termine della quale tributarono una standing ovation.
Sei giorni dopo Walt Disney e i sette nani apparvero sulla copertina della rivista TIME, mentre il New York Times titolò in prima pagina "Grazie mille, signor Disney". Ulteriori anteprime si tennero nel gennaio 1938 al Radio City Music Hall di New York e in un teatro a Miami, dopodiché il 4 febbraio il film (distribuito dalla RKO Radio Pictures) uscì nelle sale su tutto il territorio degli USA.
Nel corso dei decenni Biancaneve e i sette nani è stato più volte riproposto nelle sale cinematografiche di vari paesi, sempre con grande successo. A titolo d'esempio, negli USA fu redistribuito già nel 1944, al fine di aumentare le entrate dello studio Disney durante il periodo della seconda guerra mondiale e successivamente negli anni 1952, 1958, 1967, 1975, 1983, 1987 e 1993. In concomitanza con la riedizione del cinquantesimo anniversario nel 1987, la Disney pubblicò un romanzo autorizzato della storia, scritto dall'autrice per bambini Suzanne Weyn. Nel 1993 Biancaneve e i sette nani divenne il primo film ad essere interamente scansionato in file digitali, restaurato e registrato nuovamente. Il progetto di restauro è stato realizzato interamente a risoluzione 4K e con una profondità di colore di 10-bit utilizzando il sistema Cineon per rimuovere digitalmente sporco e graffi e ripristinare i colori sbiaditi.

### Data di uscita
Le date di uscita internazionali sono state:
- 21 dicembre 1937 (in anteprima) / 4 febbraio 1938 (in tutte le sale) negli Stati Uniti
- 10 gennaio 1938 in Brasile (Branca de Neve e os Sete Anões)
- 26 gennaio in Argentina (Blanca Nieves y los Siete Enanitos)
- 12 marzo nel Regno Unito
- 5 aprile in Canada (Blanche Neige et les sept nains)
- 4 maggio in Francia (Blanche Neige et les sept nains)
- 26 maggio in Belgio (Blanche Neige et les sept nains)
- 2 giugno in Cina (白雪公主与七个小矮人) e Australia
- 21 luglio in Messico (Blanca Nieves y los Siete Enanos)
- 12 settembre in Norvegia (Snehvit og de syv dvergene)
- 16 settembre in Cecoslovacchia (Snehulienka a sedem trpaslíkov)
- 27 settembre in Svezia (Snövit och de sju dvärgarna)
- 29 settembre in Danimarca (Snehvide og de syv dværge)
- 16 ottobre in Finlandia (Lumikki ja seitsemän kääpiötä)
- 11 novembre nei Paesi Bassi (Sneeuwwitje en de zeven dwergen)
- 12 dicembre in Portogallo (Branca de Neve e os Sete Anões)
- 17 dicembre in Svizzera (Schneewittchen und die sieben Zwerge)
- 22 dicembre in Ungheria (Hófehérke és a hét törpe)
- 23 dicembre in Italia[27]
- 16 gennaio 1941 a Hong Kong
- 6 ottobre in Spagna (Blanca Nieves y los Siete Enanitos)
- 21 dicembre 1947 in Polonia (Królewna Sniezka i siedmiu krasnoludków)
- 25 giugno 1948 in Austria
- 24 settembre 1949 nelle Filippine
- 24 febbraio 1950 nella Germania Ovest (Schneewittchen und die sieben Zwerge)
- 26 settembre in Giappone (Shirayuki hime)
- 14 febbraio 1953 in Guyana
- 30 ottobre 1955 in Jugoslavia (Snjeguljica i sedam patuljaka)
- 31 gennaio 1960 in Israele
- 30 luglio 1966 in Libano
- 14 gennaio 1967 a El Salvador
- 11 giugno 1984 in Kuwait

### Edizione italiana
La prima edizione italiana del film fu realizzata con il coordinamento di Cesare Cavagna. Il doppiaggio fu eseguito negli stabilimenti di Cinecittà sotto la direzione di Alberto Carlo Lolli e Luigi Savini su dialoghi di Vittorio Malpassuti e Alberto Simeoni. Questi ultimi erano caratterizzati da un linguaggio ricercato e da un ampio ricorso a battute in rima e frasi dai costrutti invertiti (in particolar modo per il personaggio della regina), finendo in alcuni casi per discostarsi dal copione originale. Alcuni esempi:
- Il cuore che il cacciatore porta alla regina divenne quello di un capretto, in modo da tradurre la battuta «The heart of a pig! Then I've been tricked!» («Il cuore di un maiale! Dunque sono stata ingannata!») in «Il cuore d'un capretto! Ah, servo maledetto!».
- Nella scena del morso della mela, la battuta di Biancaneve «I feel strange» («Mi sento strana») fu adattata in «Ho freddo al cuore».

Inoltre, a differenza della versione originale, la regina ha due diverse doppiatrici, una per il suo vero aspetto e una per la sua identità di strega (la stessa scelta fu adottata per il ridoppiaggio). I testi delle canzoni vennero adattati molto liberamente da Mario Panzeri, Nino Rastelli e Umberto Bertini per le Edizioni Suvini Zerboni, con la collaborazione di Alberto Curci (la cui casa editrice aveva precedentemente acquisito i diritti di pubblicazione in Italia delle partiture delle colonne sonore disneyane), e i brani eseguiti sotto la direzione di Enzo Ceragioli.
Nel 1972, in linea con quanto fatto già nel decennio precedente con la maggior parte delle altre localizzazioni, il film fu ridoppiato dalla C.V.D. negli stabilimenti Fono Roma sotto la direzione di Fede Arnaud. Il copione, ad opera di Roberto De Leonardis (anche autore dei nuovi testi delle canzoni, eseguite sotto la direzione di Pietro Carapellucci), presenta una traduzione più corretta e un linguaggio più moderno mantenendo comunque alcune battute del precedente, tra cui la domanda che la regina pone allo specchio. Questa edizione fu poi utilizzata per tutte le successive distribuzioni.
Un'evoluzione a sé ebbero invece i fotogrammi contenenti parti testuali: la gran parte di essi, per volere di Walt Disney stesso (onde dare l'illusione che il film fosse stato girato nella lingua in cui lo si guardava), venne tradotta in vari idiomi, italiano compreso. Le scritte residue furono invece rimosse (ad esempio l'insegna "Vault" su una porta della miniera, l'etichetta "Flour" su un contenitore di farina) o sostituite da elementi non testuali (la scritta "Grumpy" sulla torta, che fu sostituita da una semplice decorazione). Con il ridoppiaggio del film, complice anche l'inserimento della voce fuori campo di Luciano Melani che traduce le pagine del libro, le parti testuali persero la correlazione con le battute dei personaggi. Tale discordanza è stata superata a decorrere dalla prima edizione in VHS, dove sono state adottate le sole scritte in inglese. Nel 2009, essendo stati rimossi anche i titoli e cartelli in italiano, fu aggiunta un'ulteriore voce fuori campo (di Sergio Lucchetti) che traduce i ringraziamenti di Disney durante i titoli di testa e i cartelli nel finale del film.

### Edizioni home video
La prima edizione VHS del film uscì in Italia l'11 maggio 1994. Il 28 ottobre il film fu distribuito in VHS e LaserDisc in America del Nord. Entrambe le versioni erano disponibili anche in un'edizione deluxe contenente un making of, un libro illustrato e delle litografie con le locandine originali; l'edizione deluxe in LaserDisc aveva come extra anche registrazioni di interviste e demo, disegni concettuali, scene eliminate, filmati dell'anteprima, storyboard, progetti di personaggi e sfondi, trailer e immagini di materiale promozionale e merchandising. Nel 1995 erano state vendute 24 milioni di unità home video per un incasso di 430 milioni di dollari. Nel 2002 erano state vendute 25,1 milioni di unità negli Stati Uniti.
Il film fu pubblicato per la prima volta in DVD il 17 ottobre 2001, come primo titolo della linea Platinum Editions. La seconda edizione in DVD è uscita il 2 dicembre 2009, insieme alla prima edizione in BD, come primo titolo della linea Diamond Editions.
La prima edizione in Blu-ray è uscita il 2 dicembre 2009, come primo titolo della linea Diamond Editions. L'edizione comprende due dischi BD e un DVD che contiene solo il film. I contenuti speciali sono pressoché gli stessi dell'edizione DVD, con l'aggiunta di tre giochi e un dietro le quinte.

## Accoglienza

### Incassi
Il film fu un grande successo al botteghino, incassando quattro volte di più di ogni altro film uscito nel 1938. Nella sua distribuzione originale, Biancaneve e i sette nani incassò 3,5 milioni di dollari nei soli USA e Canada, e nel maggio 1939 il suo totale incasso mondiale di 6,5 milioni lo fece diventare il film sonoro di maggior successo di tutti i tempi, sorpassando Il cantante pazzo con Al Jolson (1928) (il film fu in seguito spodestato da questa posizione da Via col vento nel 1940). Alla fine della sua prima uscita, Biancaneve e i sette nani aveva guadagnato oltre 8 milioni di dollari in tutto il mondo. Il film ha avuto un incasso totale di 416 milioni di dollari tra l'edizione originale e le diverse riedizioni. Al netto dell'inflazione e incorporando le riedizioni successive, il film registra ancora uno dei primi dieci incassi della storia del cinema americano.

### Critica
Walt Disney vinse un Oscar onorario per il film, riconosciuto come "una significativa innovazione sullo schermo che ha affascinato milioni di persone ed è stato il pioniere in un importante campo dell'intrattenimento". Disney ricevette un Oscar di dimensioni normali e sette statuette in miniatura, presentategli dalla decenne Shirley Temple. Il film ricevette anche una candidatura per la migliore colonna sonora. Il mio amore un dì verrà divenne uno standard del jazz eseguito da numerosi artisti, tra cui Buddy Rich, Lee Wiley, Oscar Peterson e Miles Davis.
Registi famosi come Sergej Ėjzenštejn e Charlie Chaplin lodarono Biancaneve e i sette nani come un risultato notevole nel cinema; Ėjzenštejn si spinse fino a definirlo il più grande film mai realizzato. Il film ispirò la Metro-Goldwyn-Mayer a produrre un loro film fantasy, Il mago di Oz, nel 1939. Un altro pioniere dell'animazione, Max Fleischer, decise di produrre il suo lungometraggio d'animazione, I viaggi di Gulliver, al fine di competere con Biancaneve. Il film parodia del 1941 Colpo di fulmine parlava di una cantante di nightclub che comprometteva la vita di sette studiosi (e di Gary Cooper) mentre si nascondeva dalla polizia. Il cortometraggio delle Merrie Melodies del 1943 Coal Black and de Sebben Dwarfs, diretto da Bob Clampett, parodiando Biancaneve e i sette nani, presentava la storia con un cast principalmente di attori neri che canta una colonna sonora jazz.
Sul sito web Rotten Tomatoes, il film ha un indice di gradimento del 98% basato su 54 recensioni e con una valutazione media di 7,8/10; il consenso critico del sito recita: "Con la sua storia e i suoi personaggi coinvolgenti, l'arte vibrante e le canzoni memorabili, Biancaneve e i sette nani stabilirono lo standard dell'animazione per i decenni a venire.". Su Metacritic, il film ha ottenuto una media ponderata di 95/100 in base alle recensioni di 15 critici, che indica un "plauso universale".
Il successo di Biancaneve portò la Disney a continuare con più lungometraggi. Walt Disney usò gran parte dei profitti del film per finanziare un nuovo studio da 4,5 milioni di dollari a Burbank - il luogo dove oggi sorgono i Walt Disney Studios. Entro due anni lo studio aveva completato Pinocchio e Fantasia e aveva avviato la produzione di film come Dumbo, Bambi, Cenerentola e Le avventure di Peter Pan.

## Riconoscimenti
- 1938 - Premio Oscar
  - Candidatura alla miglior colonna sonora a Frank Churchill, Leigh Harline e Paul J. Smith
- 1939 - Premio Oscar
  - Oscar onorario a Walt Disney
- 1938 - Festival di Venezia
  - Grande trofeo d'arte della Biennale a Walt Disney
  - Candidatura alla Coppa Mussolini al miglior film straniero a William Cottrell, Wilfred Jackson, Larry Morey, Perce Pearce e Ben Sharpsteen
- 1938 - National Board of Review Awards
  - Migliori dieci film
- 1939 - New York Film Critics Circle Awards
  - Premio Speciale a Walt Disney
- 1977- Grammy Award
  - Candidatura alla miglior registrazione per bambini a Frank Churchill, Larry Morey, Leigh Harline e Paul J. Smith
- 1984 - Young Artist Award
  - Jackie Coogan Award
- 1987 - Motion Picture Screen Cartoonists Awards
  - Premio speciale a Walt Disney
- 2011 - Online Film & Television Association
  - OFTA Film Hall of Fame

Il film è stato aggiunto al National Film Registry degli Stati Uniti per essere considerato "culturalmente, storicamente o esteticamente significativo" nel 1989.
Era uno dei due film d'animazione a comparire nella lista dei 100 più grandi film americani di tutti i tempi dell'American Film Institute nel 1997 (l'altro era Fantasia, sempre della Disney), al numero 49 della classifica. Ha raggiunto il numero 34 nella revisione del 2007, questa volta come unico film in animazione tradizionale della lista.
L'AFI lo ha eletto il miglior film d'animazione americano di tutti i tempi nel 2008.

## Altri media

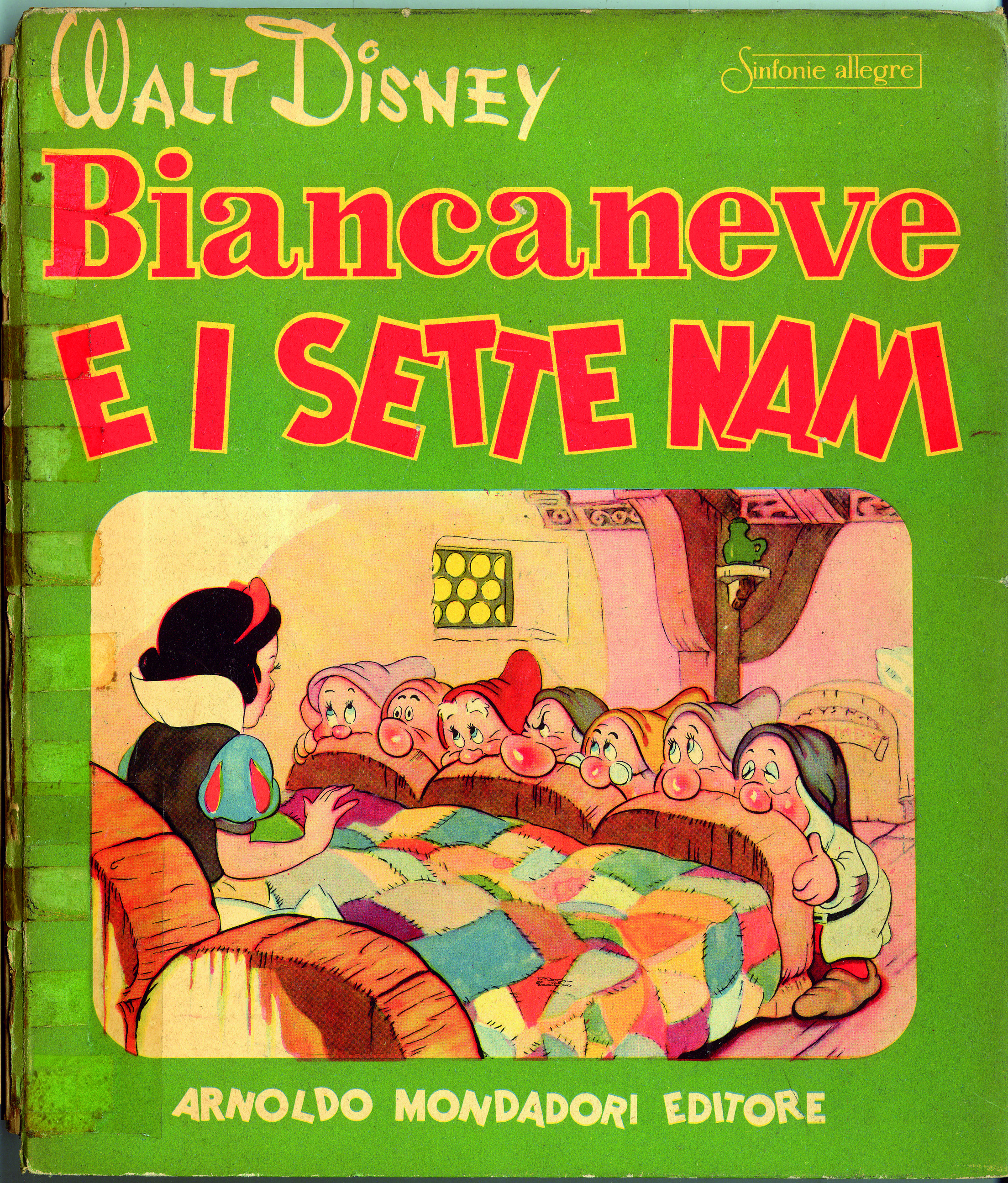
Copertina de La fiaba di Biancaneve con le illustrazioni del film Disney, pubblicata da Mondadori nella collana Sinfonie allegre (1948)

### Parchi a tema
Snow White's Scary Adventures è una popolare attrazione a Disneyland (l'inaugurazione risale al 1955), al Magic Kingdom di Walt Disney World Resort, a Tokyo Disneyland e a Disneyland Paris. Biancaneve, il suo principe, la regina (sia sotto forma di reggente che di strega) e i sette nani sono presenti anche in parate e apparizioni dei personaggi attraverso i parchi. Fantasyland al Walt Disney World è stato oggetto di un ampliamento portato a termine nel 2013. Snow White's Scary Adventures verrà chiusa e sostituita con Princess Fairytale Hall, in cui Biancaneve e altre principesse saranno disponibili per incontri e saluti. L'espansione di Fantasyland del 2013 ha incluso anche le montagne russe Seven Dwarfs Mine Train.

### Videogiochi
Il primo tentativo di creare un videogioco di Biancaneve e i sette nani fu per l'Atari 2600, come parte della linea Atari di giochi per bambini. Non è mai stato pubblicato ufficialmente, anche se una versione "homebrew" è stata resa disponibile su una base limitata.
Un videogioco di Biancaneve e i sette nani fu pubblicato per il Game Boy Color.
Biancaneve fa anche un'apparizione nel gioco per PlayStation 2 Kingdom Hearts, come una delle sette Principesse del Cuore. Un mondo basato sul film, il Bosco dei Nani, appare in Kingdom Hearts Birth by Sleep per PSP e i personaggi del film che appaiono sono Biancaneve, i nani, lo specchio magico, il principe e la regina in entrambe le sue forme. Biancaneve, i sette nani, gli animali della foresta e la strega appaiono anche all'inizio del primo Kingdom Hearts nel mondo Tuffo nel Cuore.

### Fumetti
È stata pubblicata anche una versione a fumetti del film durante la sua uscita. Era più fedele alla sceneggiatura originale, dove il principe aveva un ruolo più importante, mentre parte del vestito di Biancaneve era verde. I protagonisti del film, in particolare i nani e la strega, apparvero anche in successivi fumetti e storie Disney non connessi al film.
In Italia a fine anni Trenta vennero prodotte due storie a fumetti che proseguivano idealmente la storia del film, Biancaneve e il mago Basilisco e I sette nani cattivi contro i sette nani buoni, introducendo anche nuovi personaggi: ad esempio, il figlio di Biancaneve e del Principe, il terribile Mago Basilisco e i Sette Nani Cattivi. Queste storie furono pubblicate su Topolino giornale nel 1939 ed in seguito furono ristampate sulla pubblicazione Super Almanacco Paperino (prima serie).
Nel 1953 su Topolino libretto fu pubblicata la storia Biancaneve e Verde Fiamma, scritto da Guido Martina e disegnato da Romano Scarpa, che riportò in scena la regina Grimilde. Questa storia diede vita a un nuovo, lungo, ciclo di avventure a fumetti, più che altro incentrati sui Sette Nani e sulle loro peripezie per salvare Biancaneve, di volta in volta insidiata dalla Regina, che proseguì fino al 1968.
Solo 18 anni dopo Scarpa riportò in scena Biancaneve con la storia I sette nani e il cristallo di Re Arbor dove veniva presentato il retroscena in cui la regina si salva alla fine della prima avventura. Le storie ad ampio respiro continueranno ad essere pubblicate fino al 1997.

### Musical
Biancaneve e i sette nani debuttò il 18 ottobre 1979, presso il Radio City Music Hall e chiuse il 18 novembre. Fu riaperto l'11 gennaio 1980 e chiuso, dopo 106 spettacoli, il 9 marzo.

### Televisione
Biancaneve, i sette nani e la perfida regina Grimilde appaiono nella serie televisiva House of Mouse - Il Topoclub insieme a molti altri personaggi Disney come gli ospiti del ristorante. Invece l'attuale serie televisiva basata sul film intitolata I 7N vede come protagonisti i sette nani, che saranno coinvolti in un insieme di avventure seguenti agli eventi del film.
Il nuovo film televisivo Descendants trasmesso su Disney Channel comprende l'apparizione della regina Grimilde (qui chiamata semplicemente Regina Cattiva) insieme a sua figlia Evie e del nano Cucciolo insieme al suo figlioletto Doug. Biancaneve invece appare solo in un cameo. La figlia Evie, così anche Doug, tornano nel seguito Descendants 2 del 2017. Nel seguito, però, la regina Grimilde è assente.

### Remake live-action
Nel marzo 2016 la Disney ha messo in sviluppo Rose Red, uno spin-off revisionista in live action del film d'animazione, che sarebbe stato raccontato dal punto di vista della sorella perduta di Biancaneve, Rosarossa, per poi essere cancellato ufficialmente il 29 maggio 2021. Nell'ottobre seguente si annuncia inoltre Biancaneve, il remake in live action del Classico stesso, con la sceneggiatrice Erin Cressida Wilson come sceneggiatrice e i compositori Pasek & Paul a scrivere delle nuove canzoni originali. Nel giugno 2021 il regista Marc Webb viene confermato alla regia e Rachel Zegler ottiene il ruolo della protagonista Biancaneve, seguenti poi accuse di blackwashing e revisionismo. Nel novembre 2021 Gal Gadot ottiene il ruolo del personaggio della Regina Cattiva, mentre Greta Gerwig, già regista e sceneggiatrice del film campione d'incassi del 2023 Barbie, quello di co-sceneggiatrice del film. Nel gennaio 2022 Andrew Burnap ottiene il ruolo del protagonista maschile. Le riprese si sono tenute nel Regno Unito da marzo a luglio del 2022, con riprese aggiuntive svoltesi nel giugno 2024. La distribuzione del film è avvenuta il 21 marzo 2025.

### Altri film
- All'inizio del mediometraggio Topolino e il cervello in fuga, Topolino sta giocando a un videogioco in cui Cucciolo combatte contro Grimilde in versione strega.
- Biancaneve e i nani hanno un cameo nel film Il re leone 3 - Hakuna Matata: appaiono mentre entrano nella sala cinematografica alla fine del film.
- Grimilde in versione strega compare con tutti i personaggi Disney all'interno del film direct-to-video Il bianco Natale di Topolino - È festa in casa Disney (2001).
- Grimilde compare, in un'imitazione della versione Disney, nel film Io e Annie.
- Brontolo fa un breve cameo nel film Ralph spacca Internet (2018), mentre Biancaneve appare più a schermo insieme alle altre Principesse Disney.
- In una scena del film Marvel Doctor Strange nel Multiverso della Follia si vedono i figli di Wanda Maximoff mentre guardano Biancaneve e i sette nani alla televisione.
- Biancaneve compare insieme ad Ariel, Tiana, Rapunzel e Vaiana nel film LEGO Disney Princess: The Castle Quest.

### Altro
Biancaneve appare insieme alle altre Principesse Disney nella serie animata Sofia la principessa. 
Un romanzo tratto dal film è stato pubblicato dalla Giunti Editore con il titolo Specchio, Specchio, e racconta la stessa storia ma con un twist differente che risponde alla domanda E se la Regina Cattiva avvelenasse il principe?. Il libro è stato scritto da Jen Calonita.